# William Tai
William Tai (Parijs, 2 januari 1948 – Huppaye, 11 december 2020) was een Belgisch striptekenaar, die werkte onder het pseudoniem Malik.

## Loopbaan
Tai was de zoon van een Belgische vader en een Mexicaanse moeder. Volgens zijn uitgever Dupuis was Tai een kleinzoon van een minister van Chiang Kai-shek. Hij werd geboren in Frankrijk, emigreerde als kind naar België en bracht zijn jeugd door in Brussel.
Hij legde zich als kind toe op het striptekenen en volgde les aan de Academie van Schone Kunsten in Brussel. Hij werkte mee aan verschillende korte strips, vooral met dieren als personages. In 1971 begon hij onder het pseudoniem Malik op scenario van Jean-Marie Brouyère met de stripreeks Archie Cash. Dit is een gespierde held met het uiterlijk van Charles Bronson die Malik tekende in een realistische stijl. Na het stopzetten van deze strip in 1987 begon Malik met de humoristische strip Cupido in samenwerking met scenarist Raoul Cauvin. Na 21 edities stopte de samenwerking en maakte Malik nog 2 edities solo met als laatste het 23ste album "Gek van Vleugeltjes".
Andere strips van Malik zijn Johny Paraguay, Big Joe en Blue Bird. Ook ontwierp Tai target posters voor de Belgische politie. Deze tekende hij zo realistisch mogelijk om een gevaarlijke situatie zo werkelijk mogelijk na te bootsen. Niet alleen de Belgische, maar ook de Franse en Amerikaanse politie oefenden met schieten op zijn doelen. 
William Tai overleed eind 2020 door een woningbrand in zijn huis in het Waals-Brabantse Huppaye, een dorp in de gemeente Ramillies. Enkele dagen later, op 30 december, overleed ook zijn partner Anne Malcorps.
- Bibsys: 11048337
- Bibliothèque nationale de France: cb119141129 (data)
- Gemeinsame Normdatei: 1145752101
- International Standard Name Identifier: 0000 0004 0033 8538
- Library of Congress Control Number: no2012129055
- Nationale Bibliotheek van Tsjechië: xx0247978
- Nederlandse Thesaurus van Auteursnamen: 069060851
- Système universitaire de documentation: 027004198
- Virtual International Authority File: 266202831